# Lilla Mosisjön
Lilla Mosisjön är en sjö i Söderhamns kommun i Hälsingland och ingår i Ljusnan-Skärjåns kustområde. Sjön har en area på 0,121 kvadratkilometer och ligger 40,8 meter över havet. Vid provfiske har abborre, mört och ruda fångats i sjön.

## Delavrinningsområde
Lilla Mosisjön ingår i det delavrinningsområde (678067-156820) som SMHI kallar för Inloppet i Kultebosjön. Medelhöjden är 33 meter över havet och ytan är 10,92 kvadratkilometer. Det finns inga avrinningsområden uppströms utan avrinningsområdet är högsta punkten. Avrinningsområdets utflöde mynnar i havet. Avrinningsområdet består mestadels av skog (96 procent). Avrinningsområdet har 0,12 kvadratkilometer vattenytor vilket ger det en sjöprocent på 1,1 procent.